# عشاش
عشاش روستایی مسیحی‌نشین در شهرستان زغرتا در شمال‌غرب لبنان واقع شده‌است.
این روستای کاتولیک نشین دارای دو مدرسه به نام‌های سنت جورج و الامانا است. این روستا در ۸۶ کیلومتری بیروت واقع شده و دارای ۱۰۲۳ نفر جمعیت است.